# 紅吻半線脂鯉
紅吻半線脂鯉，為輻鰭魚綱脂鯉目脂鯉科的其中一個種，俗称红鼻剪刀（Rummy-nose tetra）。

## 分布
本魚分布於南美洲亞馬遜河下游及奧里諾科河流域。

## 特徵
本魚軀體修長，顯著特徵是有十分引人注意的紅色頭部，而且尾鰭也有斑紋圖案。紅色僅限於頭部，尾鰭有三條水平黑斑紋，鰭尖無色，一條很清晰的黑色細紋，從尾鰭基部向前延伸到背鰭的基部。體長約5公分。

## 生態
本魚棲息河川下游地區，個性害羞，屬雜食性。

## 經濟利用
為高經濟價值的觀賞性魚類。